# 2008 au Manitoba
Chronologie du Manitoba
- 2004
- 2005
- 2006
- 2007
- 2008
- 2009
- 2010
- 2011
- 2012

Cette page concerne des événements d'actualité qui se sont produits durant l'année 2008 au Manitoba, une province canadienne.

## Politique
- Premier ministre : Gary Doer
- Chef de l'Opposition :
- Lieutenant-gouverneur : John Harvard
- Législature :

## Décès
- 21 mai : Ted Lanyon (né le 11 juin 1939 à Winnipeg - décédé à Winnipeg) était un joueur professionnel de hockey sur glace en Amérique du Nord qui évoluait en tant que défenseur.